# Le Mung
Le Mung là một xã trong tỉnh Charente-Maritime trong vùng Nouvelle-Aquitaine tây nam nước Pháp. Xã này nằm ở khu vực có độ cao trung bình 5 mét trên mực nước biển.

## Dân số
| Năm  | Dân số | Mật độ |
| ---- | ------ | ------ |
| 1962 | 202    | -      |
| 1968 | 223    | -      |
| 1975 | 198    | -      |
| 1982 | 253    | -      |
| 1990 | 275    | -      |
| 1999 | 264    | 35/km² |